# Соболев, Михаил Иванович (священник)
Михаил Иванович Соболев (1837 или 1849 — 16 (29) июля 1911) — протоиерей Русской православной церкви, настоятель храма Христа Спасителя (1908—1911).
Родился в семье священника в Тверской губернии. Окончил Тверскую духовную семинарию, а в 1872 году — Московскую духовную академию со степенью кандидата богословия. Преподавал в Орловской духовной семинарии, затем — в Спасо-Вифанской и Московской.
Был рукоположен во священника во Владимирском храме на Кулишках («в Старых Садех»), после чего служил в Покровской в Кудрине и в Благовещенской, что за Тверскими воротами, церквах. В 1874 году вышла его книга «Действительность воскресения господа нашего Иисуса Христа». В 1875 году защитил диссертацию со степенью магистра богословия.
Активное и деятельное участие принимал в работе Императорского палестинского общества, Филаретовского общества, Покровского благотворительного общества и Кирилло-Мефодиевского братства; был директором Тюремного комитета. В 1895 году великая княгиня Елизавета Фёдоровна назначила его одним из попечителей Елизаветинского благотворительного общества.
Был награждён набедренником, золотым наперсным крестом, палицей, митрой; орденами Св. Анны и Св. Владимира всех степеней и многочисленными медалями.
В 1908 году Михаил Иванович Соболев был назначен третьим настоятелем Храма Христа Спасителя, прослужив на этом посту до своей смерти в 1911 году. Похоронен на Ваганьковском кладбище возле храма Воскресения Словущего.
Имел пятерых детей. Старший сын Александр после окончания Московской Духовной Академии служил священником в Благовещенской, что за Тверскими воротами, церкви.

## Источник
- Романова С. Н. Православная святыня // Храм Христа Спасителя. — М.: Московский рабочий, 1996. — С. 210.